# تیال‌باربیتال
تیال‌باربیتال (انگلیسی: Thialbarbital) یک مشتق باربیتورات است که دارای اثرات آرام‌بخش است و عمدتاً برای القای بیهوشی جراحی به کار می‌رود.  تیالباربیتال کوتاه اثر است و نسبت به سایر مشتقات باربیتورات مانند پنتوباربیتال تمایل کمتری به ایجاد افسردگی تنفسی دارد.